# Kippenbrug (Leiden)
De Kippenbrug is een vaste brug uit 2011 in de binnenstad van de Nederlandse stad Leiden. De brug verbindt beide delen van de Vrouwensteeg tussen Breestraat en Haarlemmerstraat en overbrugt de Nieuwe Rijn.

## Typering
De Kippenbrug is een stalen liggerbrug met jukken en een gewapend betondek. De brug heeft twee tussensteunpunten.

## Geschiedenis
De verbinding tussen de beide Rijnoevers was gedurende lang tijd beperkt tot de Oude of Vischbrug. Met de aanleg in 1324 van wat nu de Kippenbrug heet, kwam daar een tweede brug bij, die in eerste instantie alleen gebruikt mocht worden door het lokale landbouwverkeer. Gewone reizigers moesten (tegen betaling) gebruik blijven maken van de Grote Brug. De latere Onze Lieve Vrouwekerk werd naamgever voor diverse nabijgelegen straten en stegen, en ook van deze Vrouwen(steeg)brug. Die naam wijzigde pas halverwege de 19e eeuw in Kippenbrug. Dat is toevallig ook een oude benaming voor een voetgangersbrug, maar in dit geval is de naam afkomstig van het pluimvee (maar ook honden en vinken) dat hier op marktdagen werd verhandeld op de aangrenzende Boommarkt. De brug werd diverse malen vernieuwd of vervangen, eenmaal door een dubbele ophaalbrug omstreeks 1793 tot ca. 1835. In 1905 werd de brug vernieuwd, in 1909 en 1937 volgde een verbreding. In 1978 werd een betonnen dek aangebracht. In 2010 - 2011 is de brug geheel vervangen naar het beeld van de brug uit 1905, maar van beton met metselwerk bekleding en natuursteen boven de waterlijn.
In de binnenstad:

Aeldisbrug ·
Alkemadebrug ·
Asschuurbrug ·
Blauwpoortsbrug ·
Blekersbrug ·
Bostelbrug ·
Catharinabrug ·
Derde Waardbrug ·
Doelenbrug ·
Doelengrachtsbrug ·
Doelenpoortsbrug ·
Dullebrug ·
Franciskanerbrug ·
Gansoordbrug ·
Gepekte Brug ·
Groenebrug ·
Groenhazenbrug ·
Grofsmederijbrug ·
Grote Havenbrug ·
Hapynionbrug ·
Helarbrug ·
Herenbrug ·
Herenpoortsbrug ·
Hogewoerdsbrug ·
Hoogeveensbrug ·
Huigbrug ·
Hulpwerfbrug ·
Jan van Houtbrug ·
Jan Vossenbrug ·
Karnemelksbrug ·
Katoenbrug ·
Kazernebrug ·
Kerkbrug ·
Kerkpleinbrug ·
Kippenbrug ·
Kleine Havenbrug ·
Kleine Paterbrug ·
Koepoortsbrug ·
Koornbrug ·
Koningsbrug ·
Kraaierbrug ·
Laatste Brug ·
Lijsbethbrug ·
Looiersbrug ·
Lourisbrug ·
Loviumbrug ·
Marebrug ·
Marepoortsbrug ·
Mecklenburgerbrug ·
Minnebroersbrug ·
Molensteegbrug ·
Morspoortbrug ·
Nassaubrug ·
Neksluisbrug ·
Nieuwsteegbrug ·
Nonnenbrug ·
Noordeindsbrug ·
Noord-Kijfbrug ·
Oranjebrug ·
Paterbrug ·
Pauwbrug ·
Poppebrug ·
Rembrandtbrug ·
Reuvensbrug ·
Rijnbrug ·
Rijnsburgerbrug ·
Scheluwbrug ·
Singelbrug ·
Sint Jansbrug ·
Sint Jeroensbrug ·
Sint Sebastiaansbrug ·
Stadsmolensluis ·
Tapijtkloppersbrug ·
Trekvaartbrug ·
Turfmarktsbrug ·
Tweede Waardbrug ·
Utrechtse Brug ·
Valkbrug ·
Van Disselbrug ·
Verversbrug ·
Vierde Waardbrug ·
Visbrug ·
Vlietbrug ·
Vreewijkbrug ·
Warmonderbrug ·
Weverbrug · 
Wijnbrug ·
Wisenniabrug ·
Wittepoortsbrug ·
Zijlpoortsbrug ·
Zuid-Kijfbrug ·
Zuidsingelbrug
Overige bruggen:

Groenhovenbrug ·
Haagbrug ·
Haagsche Schouwbrug ·
Hoflandbrug ·
Hooghkamerbrug ·
Jaagbrug ·
Jan van Goyenbrug ·
Julius Caesarbrug ·
Kanaalbrug · 
Lammebrug ·
Oud-Hortuszichtbrug ·
Trekvlietbrug ·
Schrijversbrug ·
Spanjaardsbrug ·
Spoorbrug RSK ·
Spoorbrug De Vink ·
Staatsspoorbrug ·
Stevensbrug ·
Stevenshofbrug ·
Sumatrabrug ·
Waddingerbrug ·
Wilhelminabrug ·
Wouterenbrug ·
Zijlbrug